# Gulruh Rahimova
Gulruh Rahimova (29 de septiembre de 1992) es una deportista uzbeka que compite en judo adaptado. Ganó una medalla de bronce en los Juegos Paralímpicos de Río de Janeiro 2016, en la categoría de –70 kg.

## Palmarés internacional
| Juegos Paralímpicos | Juegos Paralímpicos     | Juegos Paralímpicos | Juegos Paralímpicos |
| Año                 | Lugar                   | Medalla             | Categoría           |
| ------------------- | ----------------------- | ------------------- | ------------------- |
| 2016                | Río de Janeiro (Brasil) | Medalla de bronce   | –70 kg              |